# Moris Valinčić
Moris Valinčić (Rijeka, 17 novembre 2002) è un calciatore croato, difensore della Dinamo Zagabria.

## Caratteristiche tecniche
È un terzino destro.

## Carriera

### Club
Ha iniziato a giocare a calcio nelle giovanili di Rijeka ed Opatija, per poi passare in quelle della Dinamo Zagabria nel 2018; il 2 dicembre 2020 ha debuttato con la squadra riserve in seconda divisione, nell'incontro vinto 5-2 contro il Međimurje.
Nell'estate del 2021 è passato a titolo definitivo al Neretvanac Opuzen in terza divisione, ma dopo soli sei mesi (nei quali ha realizzato 2 reti in 15 partite di campionato giocate) ha cambiato di nuovo squadra firmando un contratto con il Široki Brijeg, club della prima divisione bosniaca, con cui nella seconda metà della stagione ha giocato 10 partite in questa categoria; nell'estate del 2023 ha rescisso consensualmente il contratto con i bosniaci ed è rientrato in Croazia all'Istria 1961 dove si è da subito imposto come uno dei giocatori chiave della squadra, militante in prima divisione: in due anni di permanenza con il club gialloverde, infatti, realizza 2 reti in 56 partite di campionato giocate.
Il 24 giugno 2025 ha fatto ritorno a titolo definitivo alla Dinamo Zagabria, sempre nel campionato croato.

### Nazionale
Ha giocato con le nazionali giovanili croate Under-15 ed Under-21.

## Statistiche

### Presenze e reti nei club
Statistiche aggiornate al 9 maggio 2025.
| Stagione           | Squadra            | Campionato         | Campionato | Campionato | Coppe nazionali | Coppe nazionali | Coppe nazionali | Coppe continentali | Coppe continentali | Coppe continentali | Altre coppe | Altre coppe | Altre coppe | Totale | Totale | Totale |
| Stagione           | Squadra            | Comp               | Pres       | Reti       | Comp            | Pres            | Reti            | Comp               | Pres               | Reti               | Comp        | Pres        | Reti        | Pres   | Reti   |        |
| ------------------ | ------------------ | ------------------ | ---------- | ---------- | --------------- | --------------- | --------------- | ------------------ | ------------------ | ------------------ | ----------- | ----------- | ----------- | ------ | ------ | ------ |
| 2020-2021          | Dinamo Zagabria II | 2.HNL              | 1          | 0          | -               | -               | -               | -                  | -                  | -                  | -           | -           | -           | 1      | 0      |        |
| 2021-feb. 2022     | Neretvanac Opuzen  | 3.HNL              | 15         | 2          | CC              | 1               | 0               | -                  | -                  | -                  | -           | -           | -           | 16     | 2      |        |
| feb.-giu. 2022     | Široki Brijeg      | PL                 | 10         | 0          | CB              | 2               | 0               | -                  | -                  | -                  | -           | -           | -           | 12     | 0      |        |
| 2022-2023          | Široki Brijeg      | PL                 | 28         | 0          | CB              | 2               | 0               | -                  | -                  | -                  | -           | -           | -           | 30     | 0      |        |
| 2023-2024          | Istria 1961        | HNL                | 23         | 1          | CC              | 1               | 0               | -                  | -                  | -                  | -           | -           | -           | 24     | 1      |        |
| 2024-2025          | Istria 1961        | HNL                | 33         | 1          | CC              | 4               | 0               | -                  | -                  | -                  | -           | -           | -           | 37     | 1      |        |
| Totale Istria 1961 | Totale Istria 1961 | Totale Istria 1961 | 56         | 2          |                 | 5               | 0               |                    | -                  | -                  |             | -           | -           | 61     | 2      |        |
| Totale carriera    | Totale carriera    | Totale carriera    | 110        | 4          |                 | 10              | 0               |                    | -                  | -                  |             | -           | -           | 120    | 4      |        |

## Palmarès

### Club

#### Competizioni giovanili
- Kup Hrvatske u nogometu za juniore: 1

Dinamo Zagabria: 2020-2021